# BB&T Atlanta Open 2012
Il BB&T Atlanta Open 2012 è stato un torneo di tennis giocato sul cemento.
È stata la 25ª edizione dell'evento, che fa parte della categoria ATP World Tour 250 series nell'ambito dell'ATP World Tour 2012. 
Si è giocato all'Atlantic Station di Atlanta negli USA dal 14 al 22 luglio 2012.

## Partecipanti

### Teste di serie
| Giocatore          | Nazionalità | Ranking* | Testa di serie |
| ------------------ | ----------- | -------- | -------------- |
| John Isner         | Stati Uniti | 11       | 1              |
| Mardy Fish         | Stati Uniti | 13       | 2              |
| Kei Nishikori      | Giappone    | 18       | 3              |
| Andy Roddick       | Stati Uniti | 27       | 4              |
| Kevin Anderson     | Sudafrica   | 33       | 5              |
| Ryan Harrison      | Stati Uniti | 48       | 6              |
| Alex Bogomolov Jr. | Stati Uniti | 50       | 7              |
| Gō Soeda           | Giappone    | 54       | 8              |

* Ranking al 9 luglio 2012.

### Altri partecipanti
Giocatori che hanno ricevuto una wild card:
- Steve Johnson
- Jack Sock
- Brian Baker

Giocatori passati dalle qualificazioni:

- Ruben Bemelmans
- Alex Kuznetsov
- Ričardas Berankis
- Serhij Bubka

## Campioni

### Singolare
Andy Roddick ha sconfitto in finale  Gilles Müller per 1-6, 7–6(2), 6-2.
- È il trentaduesimo titolo in carriera per Roddick, il secondo nel 2012.

### Doppio
Matthew Ebden /  Ryan Harrison hanno sconfitto in finale  Xavier Malisse /  Michael Russell per 6-3, 3-6, [10-6].